# Lowburn (Band)
Lowburn ist eine finnische Stoner-Doom- und Hard-Rock-Band aus Lappeenranta, die 2012 gegründet wurde.

## Geschichte
Die Band wurde gegründet, nachdem der Gitarrist und Sänger Tomi Mykkänen und der Schlagzeuger Henkka Vahvanen von Battlelore sich nach einer längeren Pause und einer danach folgenden Jamsession dazu entschieden hatten, wieder gemeinsam Musik zu machen. Sie kontaktierten Miika Kokkola, Gründungsmitglied und Bassist bei Battlelore, und probten ein paarmal, woraufhin durch Kokkala der Gitarrist Tommi Havo, ein weiteres Battlelore-Gründungsmitglied, dazustieß. Zusammen arbeiteten sie ihr erstes selbst komponiertes Lied aus. Bei ihrer zweiten Probe wurde der zweite Song geschrieben, woraufhin im Februar 2012 Lowburn gegründet wurde. Im Januar 2013 wurde die EP Soaring High veröffentlicht, ehe sie innerhalb von ein paar Wochen ausverkauft war. Im Spätsommer 2013 wurde zu dem Song All Life Long ein Musikvideo veröffentlicht. Das Lied erschien außerdem digital als Single. Im Mai 2014 schloss sich eine Split-Veröffentlichung mit Church of Void an. Lowburns Anteil daran ist das Lied Dope Is a Pope. Anfang 2015 nahm die Band ihr Debütalbum Doomsayer auf. Nach den Aufnahmen machte sie sich auf die Suche nach einem Label, das sie schließlich in Argonauta Records fand. Nachdem das Material von Billy Anderson gemastert worden war, erschien es im Oktober 2015. Während der letzten Arbeiten zum Album hatte Havo die Besetzung verlassen und war durch Tommi Lintunen ersetzt worden. Im Sommer 2017 schied mit Kokkola ein weiteres Mitglied aus, woraufhin Antti Vesikko als Ersatz dazukam. Im Sommer und Herbst schrieb und probte die Band neue Lieder, sodass im Dezember 2017 die Aufnahmen zum zweiten Album beginnen konnten. Im Februar 2018 erschien die EP Sleeping Giant über Argonauta Records. Die Songs des Tonträgers waren bereits während der Sessions zu Doomsayer aufgenommen worden. Auch wurden verschiedene neu aufgenommene Songs hierauf veröffentlicht.

## Stil
Marcos „Big Daddy“ Garcia von metal-temple.com schrieb in seiner Rezension zu Doomsayer, dass hierauf experimenteller Stoner Doom zu hören ist. Hierbei vermische die Gruppe eine melodische und ruppige Instrumentierung mit einem melodischen und aggressiven Gesang. Gelegentlich höre sich die Band auch wie eine schmutzige Version der frühen Soundgarden an. Die Produktion empfand er meist als zu roh. Auf theobelisk.net wurde festgestellt, dass sich Sleeping Giant auf der Grenze zwischen Hard Rock und aggressiverem Metal befindet. Gelegentlich verarbeite die Gruppe auch Grunge-artige Melodien Gelegentlich seien auch Gemeinsamkeiten zu Kyuss hörbar.

## Diskografie
- 2013: Soaring High (EP, Low Burning Records)
- 2013: All Life Long (Single, Low Burning Records)
- 2014: Mad Mortician / Dope Is a Pope (Split mit Church of Void, Low Burning Records)
- 2015: Doomsayer (Album, Argonauta Records)
- 2018: Sleeping Giant (EP, Argonauta Records)